# Greatest Hits Volume One: The Singles
Greatest Hits Volume One: The Singles – kompilacyjny album zespołu Goo Goo Dolls z 2007, zawierający największe przeboje formacji wydane na singlach, przy czym utwór "Name" został zamieszczony w nowej wersji, a kompozycję "Feel The Silence" poddano remiksowi. Na płycie znajduje się ponadto piosenka "Before It's Too Late", która została wykorzystana na ścieżce dźwiękowej filmu Transformers i wydana na albumie z muzyką z tego filmu, jak również na singlu. Jako druga część tej kompilacji ukazał się album Greatest Hits Volume Two: B-sides & Rarities (krócej nazywany Vol. 2).

## Lista utworów
1. "Let Love In" – 5:00
2. "Dizzy" – 2:41
3. "Here Is Gone" – 3:58
4. "Slide" – 3:33
5. "Name" (nowa wersja) – 4:15
6. "Stay With You" – 3:56
7. "Before It's Too Late" – 3:07
8. "Broadway" – 3:58
9. "Feel The Silence" (remiks) – 3:56
10. "Better Days" – 3:33
11. "Big Machine" – 3:10
12. "Black Balloon" – 4:10
13. "Sympathy" – 2:58
14. "Iris" – 4:49